# Östliche Qing-Gräber

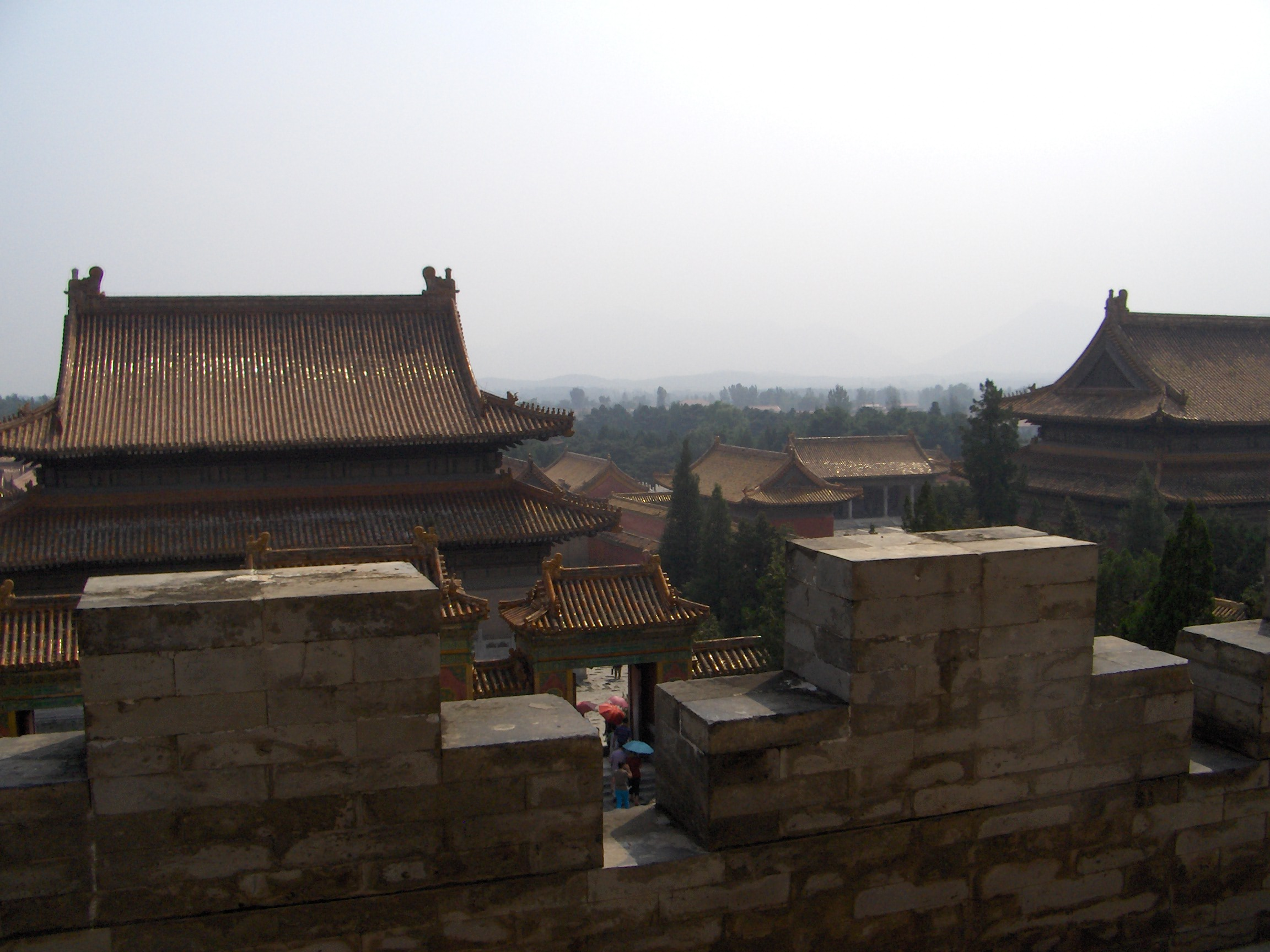
Blick über das Grab der Kaiserinwitwe Cixi

Die Östlichen Qing-Gräber (chinesisch 清东陵, Pinyin Qīng dōnglíng, Mandschurisch: ᡩᡝᡵᡤᡳ 
ᡝᡵᡤᡳ 
ᠮᡠᠩᡤᠠᠨ Dergi ergi munggan) sind fünf Kaisergräber der Qing-Dynastie in Zunhua in der chinesischen Provinz Hebei. An der Stätte befinden sich auch viele Nebengräber. Sie wurde 1661 angelegt, in ihrem Zentrum befindet sich das Xiaoling-Mausoleum des Shunzhi-Kaisers.

## Liste
| Name des Mausoleums (Pinyin/chin.) | Kaiser        | Lebenszeit | Jahr | Bild |
| ---------------------------------- | ------------- | ---------- | ---- | ---- |
| Xiaoling 孝陵                      | Shunzhi 顺治  |            |      |      |
| Jingling 景陵                      | Kangxi 康熙   |            |      |      |
| Yuling 裕陵                        | Qianlong 乾隆 |            |      |      |
| Dingling 定陵                      | Xianfeng 咸丰 |            |      |      |
| Huiling 惠陵                       | Tongzhi 同治  |            |      |      |

Sie stehen seit 1961 auf der Liste der Denkmäler der Volksrepublik China (1-179) und auf der Liste des UNESCO-Welterbes.

### Nachschlagewerke
- Zhongguo da baike quanshu: Wenwu. Bowoguan [Große chinesische Enzyklopädie: Band Kulturgüter. Museen]. Beijing: Zhongguo da baike quanshu chubanshe, 1993
- Cihai [„Meer der Wörter“]; Shanghai: Shanghai cishu chubanshe 2002; ISBN 7-5326-0839-5